# Cormonese
L'Associazione Calcistica Dilettante Cormonese, conosciuta semplicemente come Cormonese, è una società calcistica italiana con sede a Cormons nell'ex provincia di Gorizia.
Ha preso parte al Campionato di guerra svoltosi nella Repubblica Sociale Italiana nella stagione 1943-1944 e a tre campionati di Serie C della Lega Nazionale Alta Italia/Lega Interregionale Nord sfiorando la promozione in Serie B nella stagione 1945-1946. Successivamente è declinata, militando quasi ininterrottamente nei campionati regionali, salvo un biennio nel Campionato Nazionale Dilettanti tra il 1996 e il 1998.

## Storia
La Cormonese fu fondata nel 1922. Nella stagione 1923-1924 prese parte al campionato locale indetto dalla Federazione Calcistica del Friuli Redento, mentre nelle successive due stagioni militò nel campionato giuliano di Quarta Divisione. Nella stagione 1925-1926 vinse il girone A (Friuli) della Quarta Divisione Giuliana, venendo ammessa alle finali. Al termine della stagione, con l'abolizione della Quarta Divisione, venne ammessa in Terza Divisione. Negli anni successivi riuscì a risalire fino alla Prima Divisione, diventata nel frattempo il quarto livello complessivo e il massimo livello regionale in seguito alla creazione delle tre serie della Divisione Nazionale (A, B e C). Nella stagione 1942-1943, ultima prima della sospensione bellica dei campionati, si classificò quinta nel girone A della Prima Divisione Venezia Giulia.
Nella stagione 1943-1944, con l'Italia Centrale e Settentrionale occupata dai Nazisti e la costituzione della Repubblica Sociale Italiana (stato fantoccio del Terzo Reich), la Cormonese si iscrisse al campionato di Divisione Nazionale misto, nel quale si confrontò con compagini ben più blasonate della propria regione (la Venezia Giulia) quali Triestina, Pro Gorizia, Ampelea, Udinese e Ponziana. Rinforzatasi con gli arrivi di giocatori di un certo livello (come Mian, Colaussi e Orzan), vinse a sorpresa le prime tre partite (disputate contro Monfalconese, Ponziana e San Giusto), volando addirittura in vetta al girone giuliano, ma successivamente crollò cogliendo nel resto del campionato una sola vittoria di fronte a 10 sconfitte, chiudendo penultima davanti alla sola Ponziana.
Con la fine della guerra, la Cormonese fu ammessa alla Serie C Alta Italia gestita dalla Lega Nazionale Alta Italia. Nella stagione 1945-1946 la squadra, allenata da Germano Mian, sfiorò la promozione in Serie B: vinto nettamente il Girone A davanti a Ponziana e Ampelea, chiuse al secondo posto il Girone A delle semifinali (un girone a tre squadre con Mestrina e Legnago) mancando per due punti l'accesso alla finale promozione. Nel biennio successivo, in cui militò nella Serie C Nord gestita dalla Lega Interregionale Nord, la compagine non riuscì a mantenersi ad alti livelli. A causa della notevole riduzione dei quadri della Serie C (da 18 a soli 3 gironi, poi aumentati a 4) il quinto posto nel Girone F della Serie C Nord 1947-1948 non fu sufficiente a garantire l'accesso alla Serie C Nazionale, e la Cormonese fu declassata nel neoistituito campionato interregionale di Promozione gestito sempre dalla Lega Interregionale Nord. Nella stagione 1948-1949 la Cormonese chiuse all'ultimo posto il Girone F della Promozione Nord, retrocedendo nel campionato regionale di Prima Divisione.
Nella stagione 1969-1970 conquistò sul campo la promozione in Serie D ma vi rinunciò. La Cormonese tornò a disputare un campionato nazionale solo nelle stagioni 1996-1997 e 1997-1998 in cui militò nel Campionato Nazionale Dilettanti prima di retrocedere nuovamente in Eccellenza. Al termine della stagione 2001-2002 la Cormonese, in difficoltà economiche, rinunciò all'iscrizione al campionato di Eccellenza autoretrocedendosi in Promozione. Le stesse difficoltà economiche la portarono al fallimento al termine della stagione successiva. Nel frattempo, nel 2001 era stato fondato il A.S.D. Calcio Cormons che nel 2003 si iscrisse alla Terza Categoria e nel 2009 assunse la denominazione di A.C.D. Cormonese. La rifondata Cormonese ritornò in Promozione nella stagione 2014-2015, retrocedendo tuttavia dopo una sola stagione. L’anno successivo 2016-2017 la Cormonese perde lo scontro play out contro il Maldost e verrà retrocessa in seconda categoria, dove ci rimarrà sino alla stagione 2020-2021. Nell’estate 2020 il presidente Marco Skocaj assieme al nuovo direttore sportivo Maurizio Inglese imbastirono il terreno per i successi futuri. Arrivarono giocatori importanti e d’esperienza da altre categorie; alcuni giocatori considerati inamovibili nelle stagioni precedenti furono ceduti. Mai intuizione fu così giusta, infatti la Cormonese, soprannominata “corazzata” vinse tutte le prime 5 partite della campionato con una differenza reti di +28 (31 gol fatti e 3 subiti). Il campionato fu interrotto a causa della pandemia COVID-19, ma la Cormonese fu promossa al campionato di prima categoria. La Cormonese continua quello che ha lasciato nella stagione passata, vincendo ogni partita con un filotto di 19 partite senza sconfitte. Concluse la stagione al primo posto, con +20 punti dalla seconda classificata, perdendo solamente 1 partita su 30 pareggiandone appena 3, conquistando il record regionale.
Una volta conquistata la Promozione la squadra grigio-rossa riuscì a mantenere la categoria per due anni di seguito arrivando 7ª nella stagione 2022-23 sotto la guida di mister Russo e 9ª nella stagione 2023-24 con mister Peroni.
La terza stagione di fila in Promozione iniziò con una serie di risultati negativi per la società cormonese che costarono la panchina a mister Peroni, esonerato dopo sole 7 giornate di campionato. La panchina verrà in seguito affidata a Mirko Vosca con le speranze di agguantare la zona salvezza. Il cambio in panchina non ha avuto gli effetti sperati, portando una sola vittoria seguita da numerose sconfitte e scarsi pareggi. A gennaio a subirne le conseguenze sarà proprio Vosca che accorderà le dimissioni con la dirigenza cormonese. La società affiderà la panchina a Stefano Caiffa, coadiuvato dal vice Vitturelli, che con una salvezza a giudicarsi impossibile, accettarono l'incarico con l'obbiettivo di imbastire la squadra in vista dell'anno successivo. La svolta non è servita ad evitare la retrocessione, ma la nuova guida tecnica non ha affatto sfigurato, collezionando numerosi pareggi e dimostrando un buon gioco soprattutto contro i colossi del girone. La Cormonese saluta così il campionato di Promozione con 5 giornate di anticipo ma ha dimostrato di avere delle buone basi su cui ripartire con l'obbiettivo di ritornare in Promozione già con l'anno successivo. Nonostante la deludente retrocessione della prima squadra il presidente Skocaj può puntare su un settore giovanile emergente che sta già dando i suoi frutti e fa ben sperare che certe giovani promesse dei giovanili possano in un futuro rappresentare la prima squadra, come già accaduto nel corso di quest'anno con alcuni giocatori degli Allievi 2008 (primi classificati a pari merito nel campionato regionale under 17 assieme all'Unione Fincantieri Monfalcone, guadagnandosi il diritto di partecipare al prossimo campionato regionale Under 18)

## Palmarès

### Competizioni interregionali
- Serie C: 1

1945-1946 (girone A)

### Competizioni regionali
- Eccellenza: 1

1995-1996
- Promozione: 2

1969-1970, 1993-1994 (girone B)
- Prima Categoria: 2

2013-2014 (girone C), 2021-2022 (girone C)
- Seconda Categoria: 1

2020-2021 (girone C)
- Prima Divisione: 2

1949-1950 (girone D), 1950-1951 (girone C)

## Stadio
La Cormonese disputa le partite allo Stadio Comunale sito nel "Piazzale Atleti Azzurri d'Italia" (ex via Brazzano). Prima del restyling del 2017 si chiamava Stadio Germano Mian.